# Ours lippu
Melursus ursinus
 (juin 2011).
Si vous disposez d'ouvrages ou d'articles de référence ou si vous connaissez des sites web de qualité traitant du thème abordé ici, merci de compléter l'article en donnant les références utiles à sa vérifiabilité et en les liant à la section « Notes et références ».
Genre
Espèce
Statut de conservation UICN

 VU A2cd+4cd; C1 : Vulnérable
Statut CITES
Statut CITES
L’ours lippu ou ours lippu de l’Inde (Melursus ursinus), appelé aussi ours à miel, ours-paresseux, prochile lippu ou encore ours à longues lèvres, est une espèce d'ursidés des régions tropicales asiatiques.

## Description

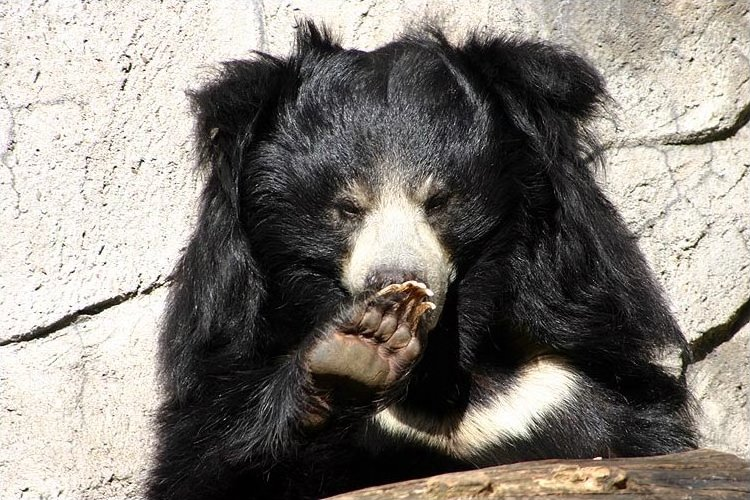
Ours lippu
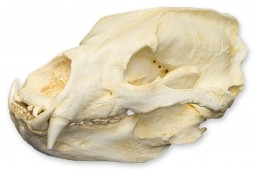
Le crâne
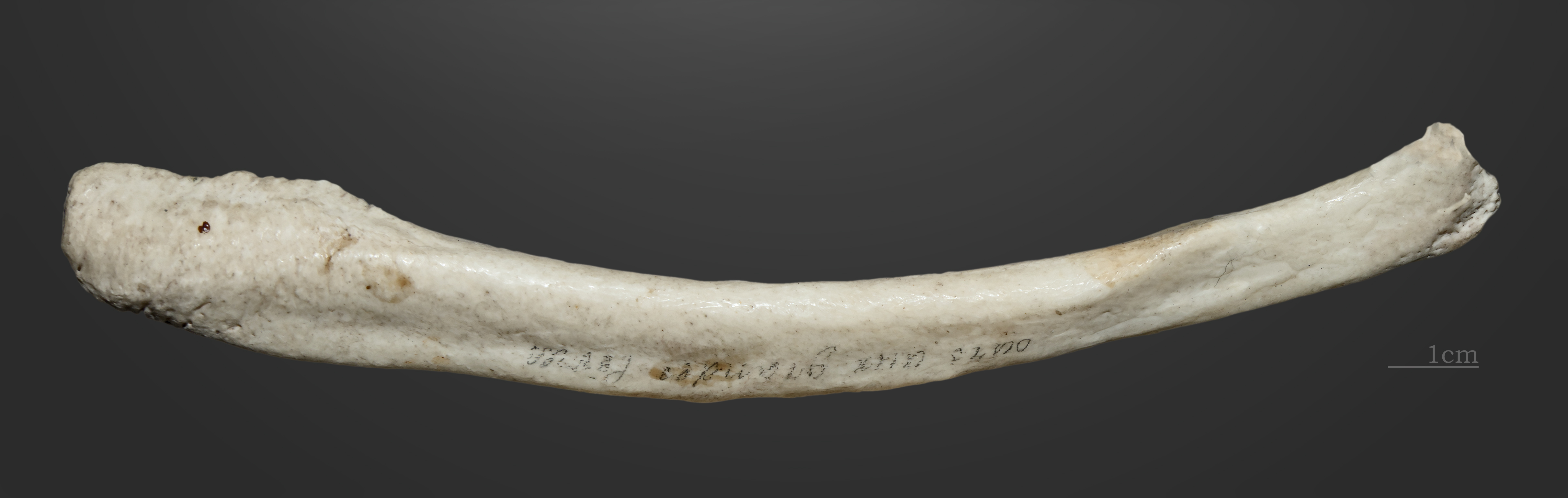
Os pénien MHNT

## Répartition et habitat
Il se rencontre dans les régions forestières du sous-continent indien, de l'Himalaya et au Sri Lanka.

## Biologie
Comme l'ours à lunettes, il n'hiverne pas, mais ralentit son activité lors des périodes de forte pluie. Son régime alimentaire comporte essentiellement des insectes (c'est un grand consommateur de termites), de larves, et dans une moindre mesure d'œufs, de végétaux et de miel.
Ses particularités anatomiques, longues lèvres pour happer les insectes, langue effilée, narines s'obstruant à volonté, absence d'incisives supérieures pour aspirer, montrent une adaptation à un régime insectivore. Très bruyant lorsqu'il se nourrit, on peut l'entendre à plusieurs kilomètres de distance.
On estime le nombre d’ours lippus à environ 7 000 à 10 000 individus mais ce chiffre est en déclin constant car la déforestation continue de réduire leur habitat, ce qui leur vaut d’être classés VU (vulnérable) sur la liste rouge de l’UICN.
L'ours lippu mesure d'1,40 à 1,90 m de longueur et pèse de 55 à 140 kg.

## Reproduction
La période de gestation s’étend de la fin du printemps au début de l’été et les oursons naissent pendant l’hiver. Les jeunes accompagnent leur mère jusqu’à l’âge de 2 ou 3 ans et le mâle est plutôt bien toléré au sein des groupes ourse - oursons. La mortalité des petits par les mâles s’en trouve donc diminuée.

## Systématique
L'espèce Melursus ursinus a été décrite par le zoologiste britannique George Shaw en 1791 sous le nom initial de Bradypus ursinus. 
La localité type est « Abinteriore Bengala » (Patna, north of the Ganges, Bengal, India (Pocock, 1941)).

### Synonymie
- Bradypus ursinus Shaw, 1791 Protonyme
- Melursus lybius Meyer, 1793

### Noms vernaculaires
- Ours lippu de l’Inde
- Ours à miel
- Ours paresseux
- Ours à longues lèvres

### Taxinomie
Liste des sous-espèces
- Melursus ursinus inornatus Pucheran, 1855
- Melursus ursinus ursinus (Shaw, 1791)

## Dans la culture populaire
L'ours Baloo du roman Le Livre de la jungle est un ours lippu.
Autrefois, l’ours lippu était l’« ours jongleur » des cirques.